# Агнесса Антиохийская
Агнесса (Анна) Антиохийская, также Агнесса де Шатильон, (фр. Agnes de Chatillon), (1153 — 1184) — антиохийская княжна, дочь Рено де Шатильона и антиохийской княгини Констанции, супруга короля Венгрии Белы III.

## Происхождение

Герб Агнессы Антиохийской

Агнесса была старшей дочерью французского рыцаря Рено де Шатильона и княгини Констанции Антиохийской. Женившись на Констанции, Рено стал князем Антиохии. Для княгини это был второй брак. От первого замужества с Раймундом де Пуатье она имела четверых детей.
У Анны Антиохийской определили митохондриальные гаплогруппу H (H1j8 или H1bz).

## Брак и дети
В возрасте шестнадцати лет Агнесса отправилась в Константинополь, где жила её единоутробная сестра Мария. В 1161 году Мария вышла замуж за византийского императора Мануила I Комнина и стала императрицей. При дворе Агнесса получила греческое имя Анна. По просьбе императора, вышла замуж за наследника венгерского престола Белу III. До 1166 года Бела (называемый при дворе Алексеем) считался официальным преемником Мануила I Комнина. Его прочили в мужья старшей дочери императора от первого брака Марии Комнин. Но с рождением сына Алексея, Мануил I отказался от этого плана.
В 1170 году состоялось венчание Агнессы и Белы. После свадьбы молодые отправились паломниками в Иерусалим, где ими было сделано пожертвование Мальтийскому ордену.
В 1172 году после смерти короля Венгрии Иштвана III, и его новорождённого сына, Бела стал законным наследником престола, так как приходился Иштвану родным братом. В сопровождении византийского войска супруги выехали в Венгрию. После обращения к Папе Александру III, Бела был коронован архиепископом Калочи 13 января 1173 года.
В 1174 году у Агнессы и Белы родился первенец Имре, который в будущем стал королём Венгрии. Всего же у супругов было шестеро детей:

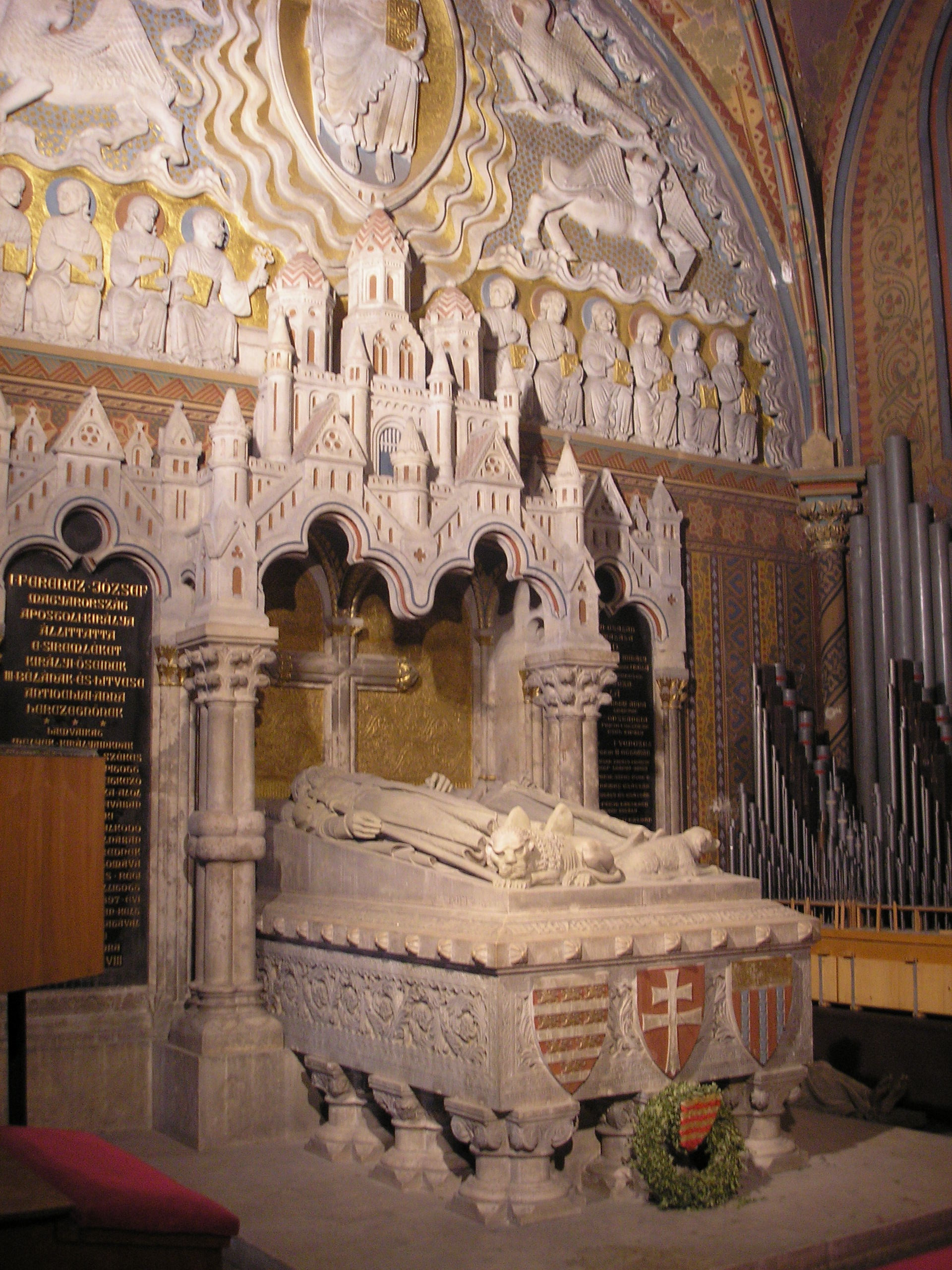
Саркофаг Белы III и Агнессы Антиохийской в церкви Святого Матьяша в Будапеште

- Имре (1174 — 1204), король Венгрии в 1196 — 1204 годах.
- Маргарита Венгерская (1175 — после 1223), вышла замуж за византийского императора Исаака II Ангела, после — за Бонифация I Монферратского.
- Андраш II (1175 — 1235), король Венгрии в 1204 — 1235 годах.
- Шоломон, умер в детстве
- Иштван, умер в детстве
- Констанция Венгерская (1180 — 1240), вышла замуж за Оттокара I Богемского.

Агнесса умерла в 1184 году в возрасте около тридцати лет. Её могила была найдена в 1848 году при раскопках разрушенного собора в городе Секешфехервар. Останки были перенесены в Церковь Святого Матьяша в Будапеште, где покоится и Бела III.